# Flaga Organizacji Narodów Zjednoczonych
Flaga Organizacji Narodów Zjednoczonych – oficjalna flaga Organizacji Narodów Zjednoczonych.

## Historia i symbolika

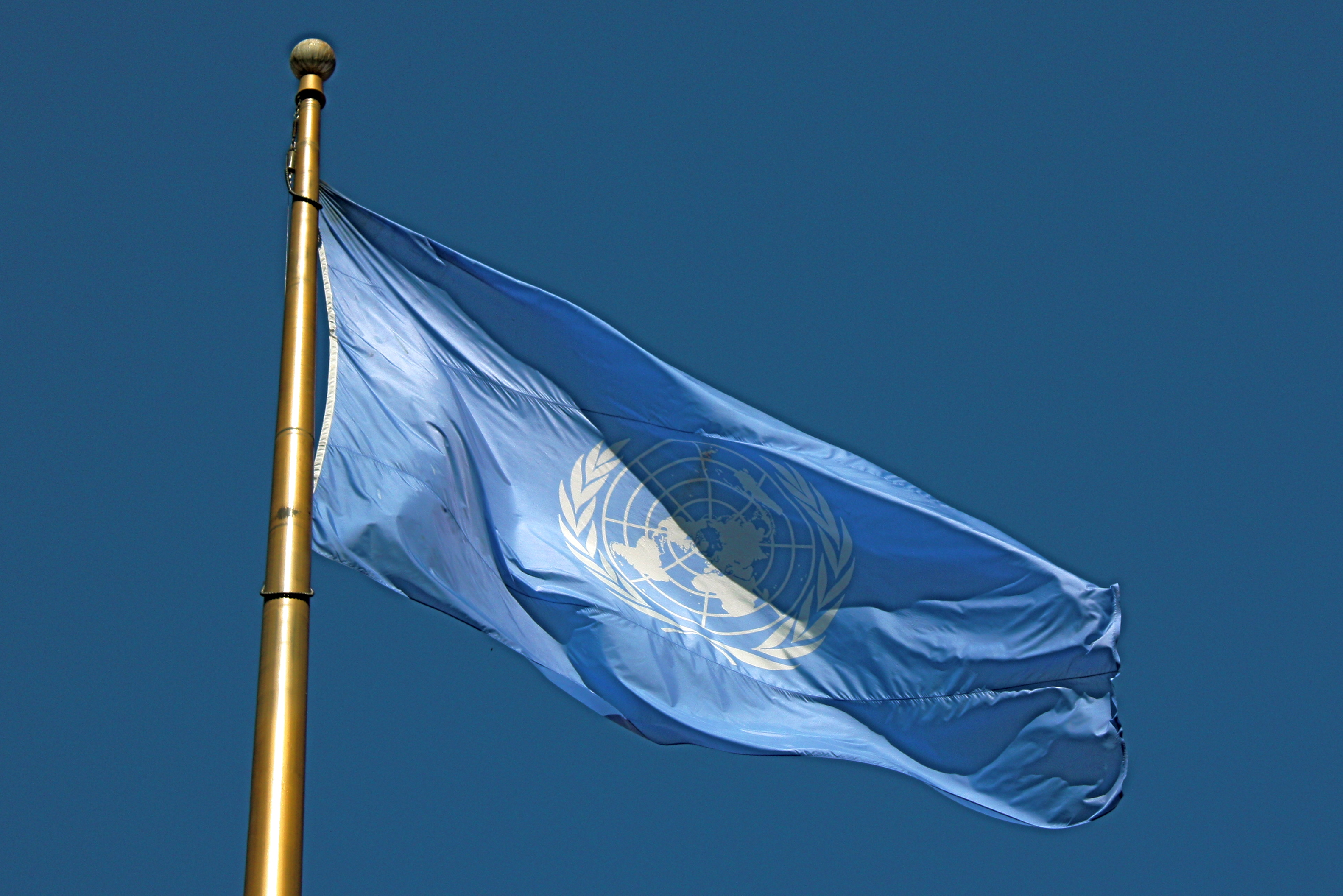
Flaga ONZ łopocząca na wietrze

W lutym 1945 roku przyjęto biały emblemat złożony z dwóch elementów: Symbolizujący globalny charakter organizacji przedstawienia wszystkich kontynentów (nie licząc Antarktydy). Razem z siatką kartograficzną tworzą koło, którego centrum stanowi biegun północny. Żaden kraj nie jest wyróżniony. Oraz wieńca ze stylizowanych gałązek oliwnych, tradycyjnego symbolu pokoju. Błękit tła jest kolejnym symbolem pokoju (w przeciwieństwie do czerwieni, koloru wojny). 
Mapa zorientowana była w taki sposób, że dolną linię pionową stanowił południk przechodzący przez Nowy Jork (siedzibę ONZ). 7 grudnia 1946 zmieniono orientację mapy tak, aby linię pionową tworzył południk zerowy, dzięki czemu żadne państwo nie było wyszczególnione. Obecny kształt flagi został przyjęty 20 października 1947.

## Flagi pochodne
Mniej lub bardziej podobne są flagi organizacji podległych ONZ.
| Flaga | Skrót  | Nazwa polska                                                        |
| ----- | ------ | ------------------------------------------------------------------- |
|       | IAEA   | Międzynarodowa Agencja Energii Atomowej                             |
|       | ICAO   | Organizacja Międzynarodowego Lotnictwa Cywilnego                    |
|       | ILO    | Międzynarodowa Organizacja Pracy                                    |
|       | IMO    | Międzynarodowa Organizacja Morska                                   |
|       | ITU    | Międzynarodowy Związek Telekomunikacyjny                            |
|       | UNESCO | Organizacja Narodów Zjednoczonych do Spraw Oświaty, Nauki i Kultury |
|       | UNICEF | Fundusz Narodów Zjednoczonych na rzecz Dzieci                       |
|       | UPU    | Światowy Związek Pocztowy                                           |
|       | WHO    | Światowa Organizacja Zdrowia                                        |
|       | WMO    | Światowa Organizacja Meteorologiczna                                |